# Ibis gegant
L'ibis gegant (Pseudibis gigantea) és una espècie d'ocell de potes llargues, membre de la família dels tresquiornítids (Threskiornithidae), que habita al nord de Cambodja, sud de Laos i el Vietnam. Alguns autors consideren que deu ser classificada dins del monotípic gènere Thaumatibis (Elliot, 1877).
Habita pantans, estanys, grans rius i prats negats estacionalment en boscos de les terres baixes. S'alimenta d'invertebrats, crustacis, petits amfibis i rèptils. No se sap res del seu comportament de reproducció, però es pensa que nia als arbres.
És, amb diferència, el major ibis del món. Se n'han registrat adults amb 102-106 cm de llargària i s'estima que pesa al voltant de 4,2 kg. Els adults tenen un plomatge fosc, amb el cap gris i una zona nua a la part superior del coll.
Aquesta au és considerada com en perill crític a causa de la caça, la pertorbació i la desforestació de les planes.